# Bundesstraße 414
Pour les articles homonymes, voir B414 et Route 414.
La Bundesstraße 414 est une Bundesstraße des Länder de Rhénanie-Palatinat et de Hesse

## Géographie
La route commence à Altenkirchen (Westerwald) dans le prolongement de la B 256. Au nord d'Altenkirchen, où la B 256 tourne vers le nord vers la vallée de la Sieg, la B 414 continue vers l'est.
Elle va d'abord sur un plateau au sud de la Suisse de Kroppach jusqu'à Hachenburg puis suit la vallée du Nister sur quelques kilomètres. Elle traverse Bad Marienberg (Westerwald) au nord, croise la B 54 près de Salzbourg puis franchit la Fuchskaute, le point culminant du Westerwald, sur son flanc sud. Peu de temps après, elle traverse la frontière avec la Hesse et croise la B 255 en un rond-point à 1,8 km de Hohenroth, où elle se termine.

## Source
- (de) Cet article est partiellement ou en totalité issu de l’article de Wikipédia en allemand intitulé « Bundesstraße 414 » (voir la liste des auteurs).

1. ↑  (de) « Die Bundes- und Reichsstraßen in Deutschland - Nr. ab 399 » [archive du 15 octobre 2008], sur home.arcor.de (consulté le 18 juillet 2025)